# 章芳林
章芳林，J.P.，榮祿大夫（Cheang Hong Lim，1825年—1893年2月11日），又名章芳琳，字苑生，諡號錫庸，祖籍福建長泰縣金里村溪尾人，出生於新加坡。他經營菸酒、土特產生意。曾受委為新加坡太平局紳。新加坡著名企業家及慈善家。

## 人生
章芳林1825年出生於新加坡，為章三潮之長子，章芳源、章芳春、章芳粒及章五娘之兄。其父章三潮遠渡南來之後，便於新加坡源順街獨資創辦“長越號”，經營菸酒、土特產。章芳琳長大後繼承其父事業，擴大經營，進而創建“章芳林公司”，並兼營航運業和地產業，積資發跡。
1849年，章芳林帶頭獻地並捐巨款，為長泰同鄉會興建長泰會館，章芳林被推舉為會長。1876年，他捐資3000元，修建“登文埔”（Dunman's Green）作為市民遊玩休憩之所，於1960年才被命名為“芳林公園”。同時他亦承辦“章芳林義塾”，1876年就有90位學生就讀此校。1882年，他出資修建“芳林巴剎”。1886年，章芳林自組“苑生消防隊”，保護附近居民房屋安全。
1892年，章芳林與其子章壬憲於合樂路創辦“章壬憲義塾”（亦稱養正書院），推廣義務教育，由其子章壬憲管理。

## 殊榮
1869年，章芳林因捐獻福建防務基金，而獲得道員的頭銜。
1873年3月28日年獲頒太平局紳。
1881年章芳林捐款救濟直隸省的旱災災民，而給祖宗三代捐得三級加二品的封典。
1888年章芳林捐給鄭州水災救濟金，而購得戴花翎的權利。
1889年章芳林更獻捐一萬元以上的巨款，進一步給祖宗三代捐得鹽運道的官銜，以及三個加級和一品。
在其子嗣方面，章芳林於光緒15年，即1889年山東水災中，迭次助賑，夫人楊氏、麥氏先後封贈一品夫人，子十一人皆以公助賑移獎得銜，其它親人的官銜也加級。

## 逝世
章芳林于1893年2月11日因风湿热逝世，留有11子3女。
新加坡芳林公園、 芳林巴刹与熟食中心、芳林苑及章芳林坊均是以他的名字来命名的。